# 金銅毗盧遮那佛坐像
35°47′27″N 129°19′55″E / 35.790714°N 129.331814°E
金銅毗盧遮那佛坐像（韓語：금동비로자나불좌상）為一尊統一新羅時期（西元668－935年）的佛像，位於韓國慶尚北道慶州市之佛國寺毗盧殿內，距今有超過一千年的歷史。金銅毗盧遮那佛坐像在1962年12月被列為韓國國寶第26號。

## 簡介
金銅毗盧遮那佛坐像位於佛國寺毗盧殿內，其為毗盧遮那佛的形象化。佛國寺為統一新羅時代的宰相金大城為紀念現世父母而建。金銅毗盧遮那佛坐像高1.77公尺，為青銅鎏金材質。佛像的表情相當嚴肅，頭上肉髻代表無上的智慧；右手的食指被左手遮住，代表佛陀的開悟；身上穿著露出右肩的袈裟，袈裟的皺褶形塑相當細膩。通過寬闊的肩膀、厚實的胸膛、束腰等，可以見到簡練的統一新羅時代佛像樣式。金銅毗盧遮那佛坐像在1962年12月10日被列為韓國國寶第26號。
佛國寺的「金銅毗盧遮那佛坐像」、「金銅阿彌陀如來坐像」，以及栢栗寺「金銅藥師如來立像」（韓國國寶第28號）合稱為統一新羅時期三大青銅鎏金佛像。